# Büreghangaj járás
Büreghangaj járás (mongol nyelven: Бүрэгхангай сум) Mongólia Bulgan tartományának egyik járása. Területe 3600 km². Népessége kb. 3400 fő.
Székhelye Darhan (Дархан), mely 90 km-re délkeletre fekszik Bulgan tartományi székhelytől.
A járás a területén kb. 2000 m-ig magasodó Büreghangaj-hegységről kapta nevét.